# Simfonia núm. 1 (Dvořák)
La Simfonia núm. 1 en do menor op. 3 d'Antonín Dvořák porta el subtítol Les campanes de Zlonice (en txec: Zlonické zvony) per ser en aquesta localitat bohèmia, pròxima a Nelahozeves, el seu lloc de naixement i on va adquirir els primers coneixements musicals sota la tutela del seu mestre Antonín Liehmann. Consta de quatre moviments:
- Allegro.
- Adagio molto.
- Allegretto.
- Finale: Allegretto.

Dvořák mai no va valorar les seues primeres simfonies, que fins i tot va voler destruir, i menys encara aquesta primera, la revisió de la qual es va negar a efectuar mai. Realment la partitura es conserva a pesar de l'autor, i es deu a una pèrdua inicial d'aquesta. Es va trobar cap a 1882 en una llibreria de Leipzig per a tornar a desaparèixer i donar-se definitivament per perduda. No obstant això, l'any 1924 es va trobar en poder de Rudolf Dvořák, un col·leccionista del mateix cognom que el compositor però sense parentiu amb ell. Quan Dvořák, al final de la seua vida, va relacionar les seues obres va numerar les simfonies de l'1 a la 8 sense comptar aquesta primera. La seua estrena va tenir lloc a Brno l'any 1936.
Es tracta d'una obra de joventut composta quan tenia només 24 anys, per la qual cosa palesa una certa inexperiència, tot i que també demostra un gran potencial. Té algunes semblances formals amb la Cinquena Simfonia de Ludwig van Beethoven, però la seua instrumentació i la seua disposició harmònica són més pròpies d'un compositor romàntic a l'estil de Franz Schubert.

## Instrumentació
L'obra està composta per a una orquestra simfònica amb de dues flautes (un flautí), dos oboès (un corn anglès), dos clarinets, dos fagots, quatre trompes franceses, dos trompetes, tres trombons, timbales, i corda.